# John Banza Lunda
Pour les articles homonymes, voir Banza.
 John Banza Lunda  (né à Kalemie le 29 octobre 1974) est un homme politique de la République démocratique du Congo et député national, élu de la circonscription de Kalemie dans la province de Tanganyika,,,.

## Biographie
John Banza Lunda est né dans le territoire de Kalemie le 29 octobre 1974, élu député national dans le même territoire qui est sa circonscription électorale dans la province de Tanganyika, il est membre du groupement politique ABCE. 